# Ранка (село)
Ра́нка (латыш. Ranka) — населённый пункт в северо-восточной части Латвии, расположенный в Ранкской волости Гулбенского края. До 1 июля 2009 года входил в состав Гулбенского района.
Является центром Ранкской волости. Посёлок находится на берегу притока Гауи — реки Лаздупе.
Расстояние до Гулбене 38 км, до Риги — 145 км.

## История
Современное поселение находится на территории, некогда принадлежавшей Линденбергскому поместью (Lindenberg).
В советское время населённый пункт был центром Ранкского сельсовета Гулбенского района. В селе располагался совхоз «Ранка», сельское среднее профессионально-техническое училище № 13.
В Ранке имеются несколько магазинов, парикмахерская, Ранкская средняя профессиональная школа, Ранкская начальная школа, Ревельская начальная школа, детское дошкольно-образовательное учреждение «Абелите», Дом культуры, докторат, аптека, почтовое отделение.